# Бахьё, Жюль Гюстав
Жюль Гюстав Бахьё (другие варианты Баё, Баю, Бахью) (фр. Jules Gustave Bahieu , творческие псевдонимы — Battiguant, Mazzella), (27 июня 1847, Дур Бельгия — 20 сентября 1916, Шампиньи-сюр-Марн) — франко-бельгийский художник, гравер, мастер бытовых сцен, анималист, пейзажист.

## Биография

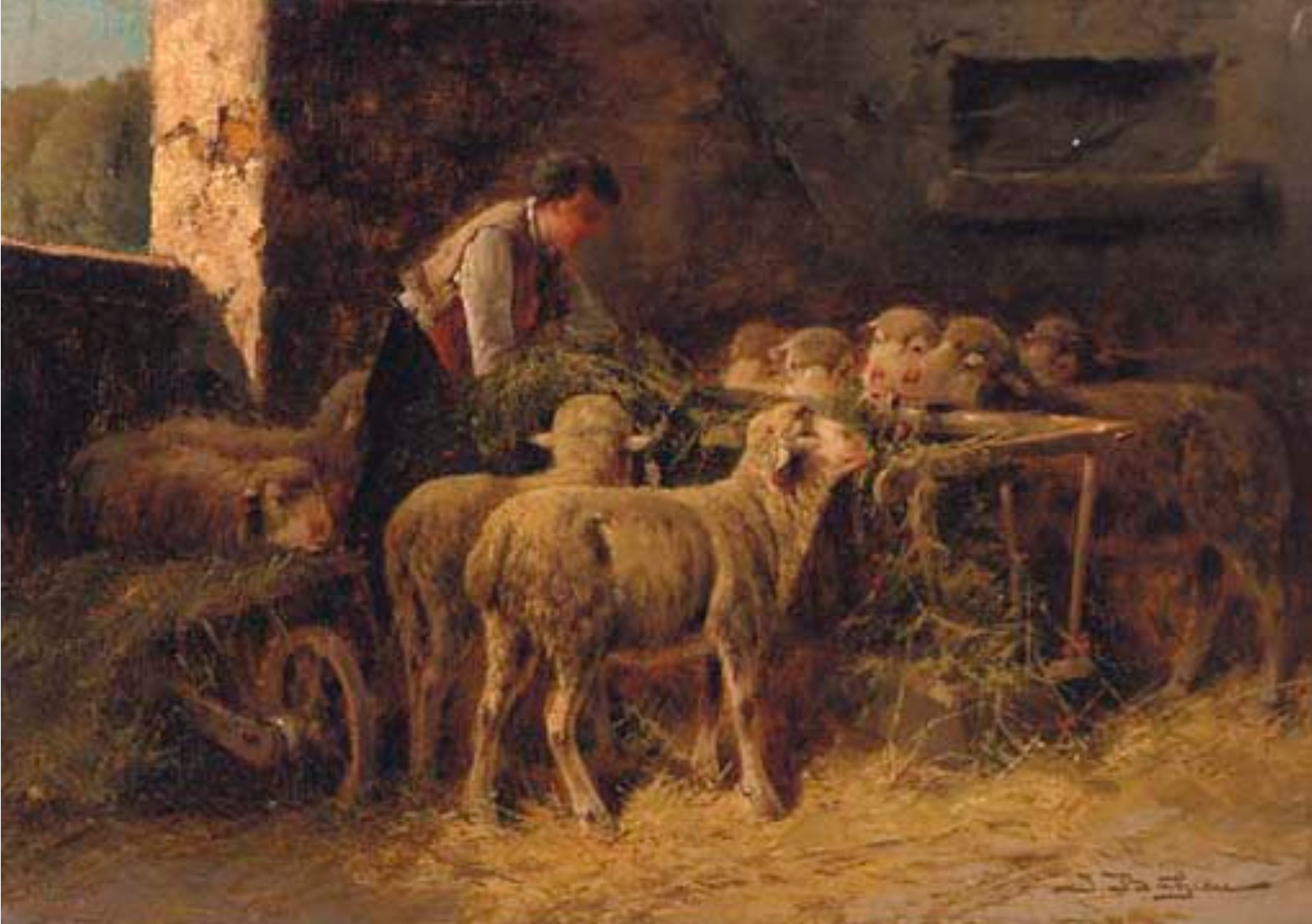
Жюль Бахьё, «Овцы в амбаре», аукцион Christies, около 1890.

Жюль Гюстав Бахьё, родился 27 июня 1847 года в бельгийском городе Дуре в семье Pierre-Nazaire Bahieu и Louise Abrassart. Некоторые источники называют 1860—1895 годами жизни художника, вероятно, под которыми принимается период его творческой активности.
Жюль Бахьё, получает на родине художественное образование и проявляет себя как перспективный художник — пейзажист. Для продолжения художественной карьеры в возрасте около 20 лет Бахьё переезжает во Францию, где он поселяется в Шампиньи, в котором организовывает собственную художественную студию. Расположение Шампиньи позволяло Бахьё выезжать на нормандское побережье где он создавал свои морские и прибрежные пейзажи, а также в расположенные неподалеку живописные французские города Онфлёр, Руан чьи городские кварталы он изобразил в своих живописных работах и цветных литографиях.
4 июля 1868 году в ратуше Данкур-Попенкур
регистрируется брак между Жюлем Бахьё и Louise-Adrienne Cabaret.
С 1885 по 1895 его работы работы выставлялись в Парижском салоне.
Жюль Гюстав Бахьё умер 20 сентября 1916 г.
Жюль Гюстав Бахьё оставил богатое художественное наследие — несколько сотен полотен и цветных литографий. Картины Жюля Гюстава Бахьё постоянные участники ведущих мировых антикварных аукционов: Christies,Drouot и др. Всего работы художника выставлялись на продажу на публичных торгах в категории «Живопись» более 200 раз.
Работы художника представлены в Метраполитен музее Нью Йорка, в Музее Лувье, в музее Эжена Будена в Онфлере представлены две его большие картины (Сент-Адресс и Этрета), его полотно «Le petit rachapt à Vitré (1882)» наряду с другими хранятся в замке Витре.
Картины Жюля Бахьё 1887 года, хранящиеся в муниципальном архиве Баньоле, под названием «Авеню де ла Дюис в Баньоле» и «Улица Мишеле в Баньоле» в 1986 году были внесены в список исторических памятников города.
Коллекция литографий, выполненных Бахьё представлена в музее цивилизаций Европы и Средиземноморья.
Имя Жюля Гюстава Бахьё занесено в список наиболее значимых художников в истории живописи Benezit Dictionary of Artists, а также в список
A Checklist of Painters, C1200-1994 Represented in the Witt Library Courtauld Institute of Art.

## Творчество

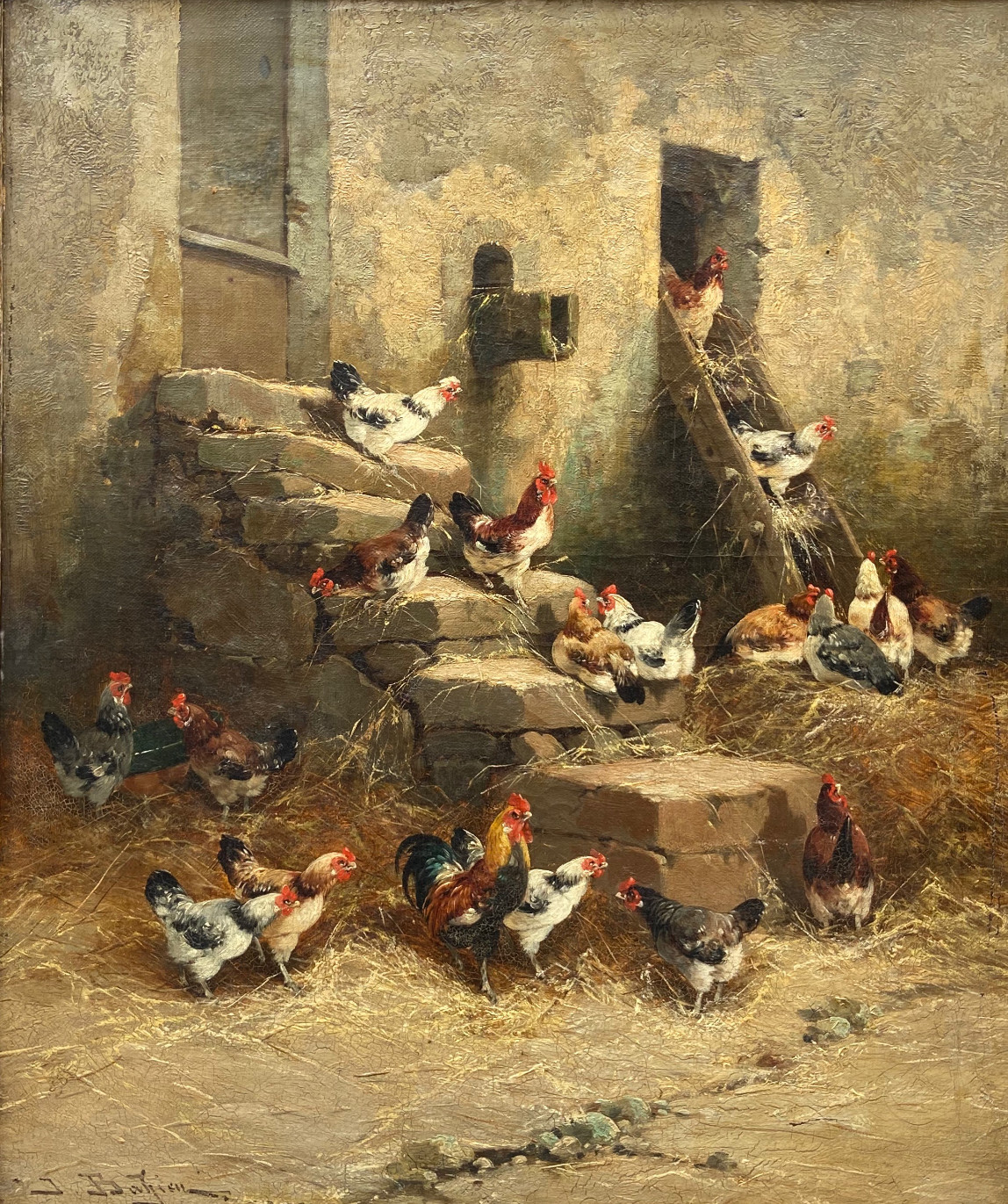
Жюль Бахьё, «Сельская сцена», пример технического приема изображения глинобитных стен.

Жюль Бахьё признанный мастер жанровых сельских сцен, сцен крестьянского двора с изображением животных и птиц, морских пейзажей.
Стиль художника совмещает несколько направлений живописи. В нём заметно влияние натурализма, который нашел отражение в изображении домашних животных и имеющем общее с северными художественными школами, академизма (в построении композиции и насыщенности колоритом изображений цветов природы) и влияние импрессионистизма (в передаче неба).
На протяжении всей творческой карьеры Жюля Бахьё — как и многих иностранных художников севера Европы, привлекали колоритные виды Нормандского побережья Франции. В своих работах он запечатлел живописные места, расположенные в основном между Онфлером и Этрета с юга до Дьеппом с севера. Большинство из них приходятся на период 1870—1880-х годов.
Свои работы художник подписывал как своим именем, так использовал несколько творческих псевдонимов. Наиболее распространенные из них 'Battiguant' и 'Mazzella'
образованного, вероятно, от фамилии печатника Joseph-Alfred Mazzella — дяди жены.

### Технические приемы живописи
Бахьё экспериментировал с техническими приемами в живописи. Ему принадлежит уникальный прием передачи стен деревенских построек через текстуру красок.
Для достоверности изображения старых обветшавших, потрескавшихся и заветренных стен из глинобитного кирпича, Бахьё первоначально наносил на холст толстым слоем увлажненную краску. Со временем, нанесенный красочный слой высыхал неравномерно. Нужный эффект проявлялся по мере старения холста и формирования естественного кракелюра. Возникающая в итоге крошащаяся текстура давала необходимый эффект..

### График
Жюль Бахьё известен не только как живописец, но и как график. Цветные хромолитографии, выполненные Жюлем Бахьё, с изображениями городских кварталов городов, расположенных вблизи западного побережья Франции — Руана, Онфлёра и др. были изданы в издательстве Альфреда Леграса. Офорты с изображением сельских сцен с домашними животными, выполненные в манере старых мастеров и подписанные псевдонимом "«Jo. Mazzella fe.» ", по мнению бельгийского эксперта Jaap Schineis также принадлежат Жюлю Бахьё.

## Галерея работ

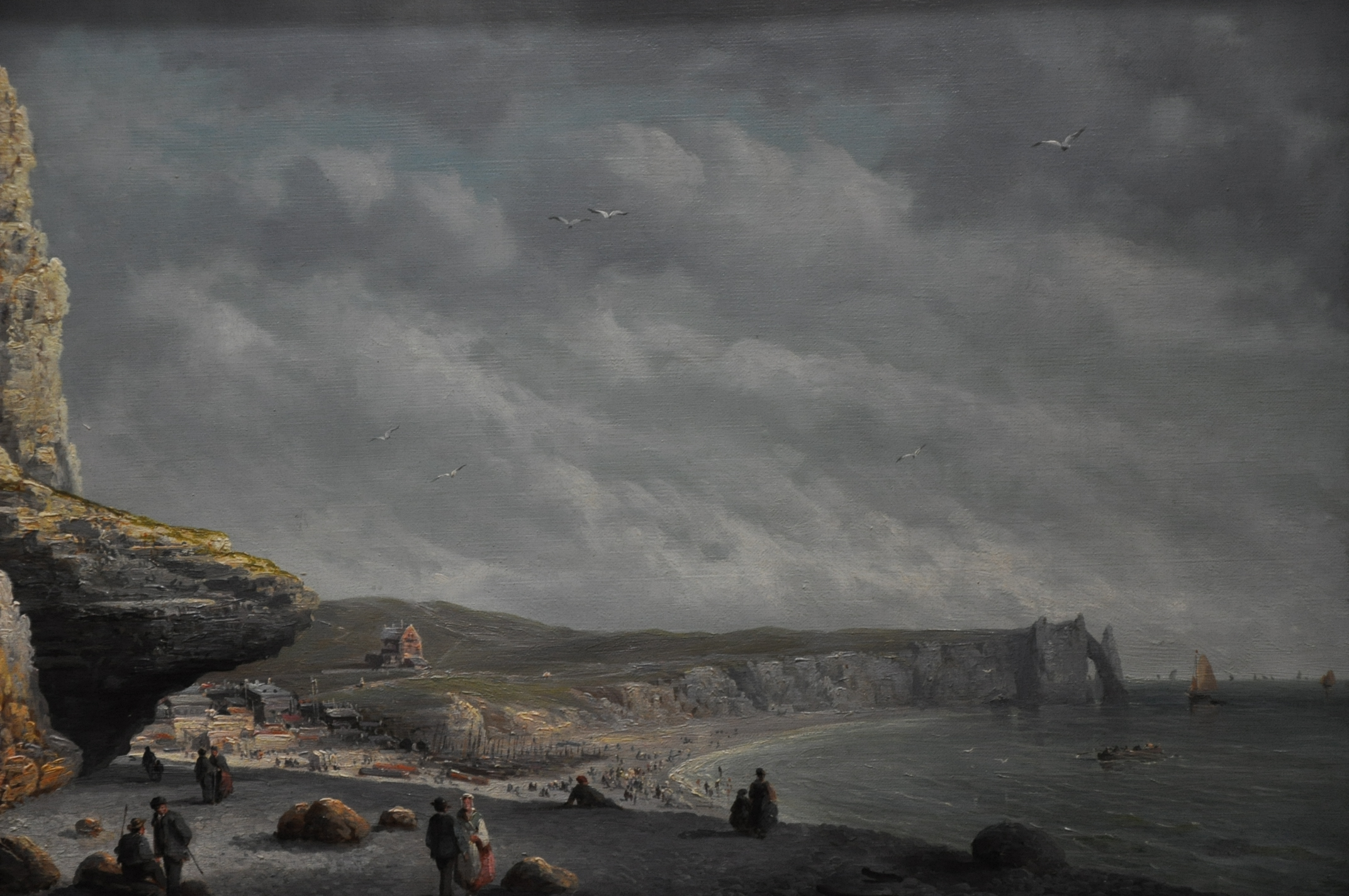
"Этрета".
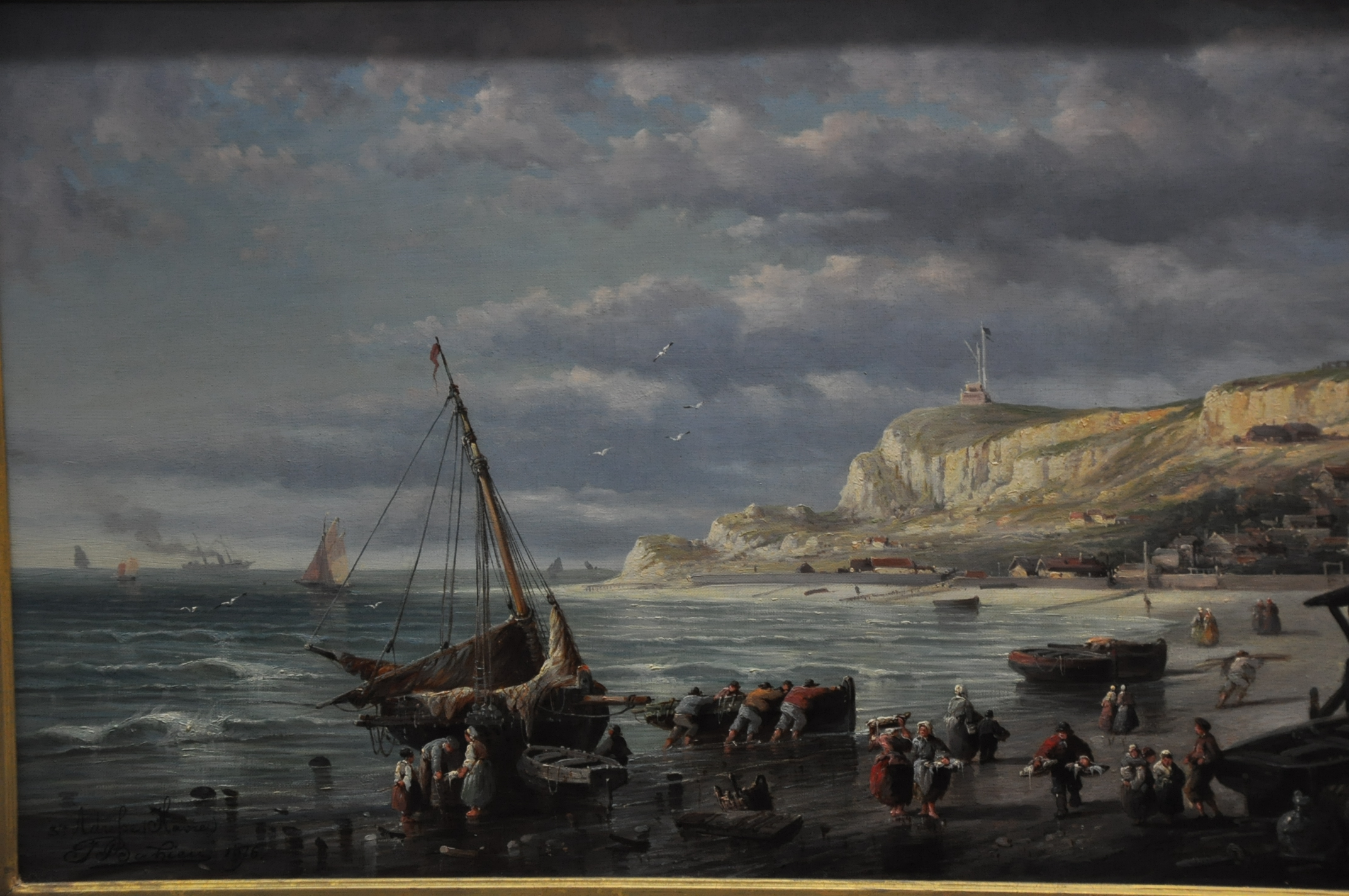
«Рыбаки Сент-Адрес».
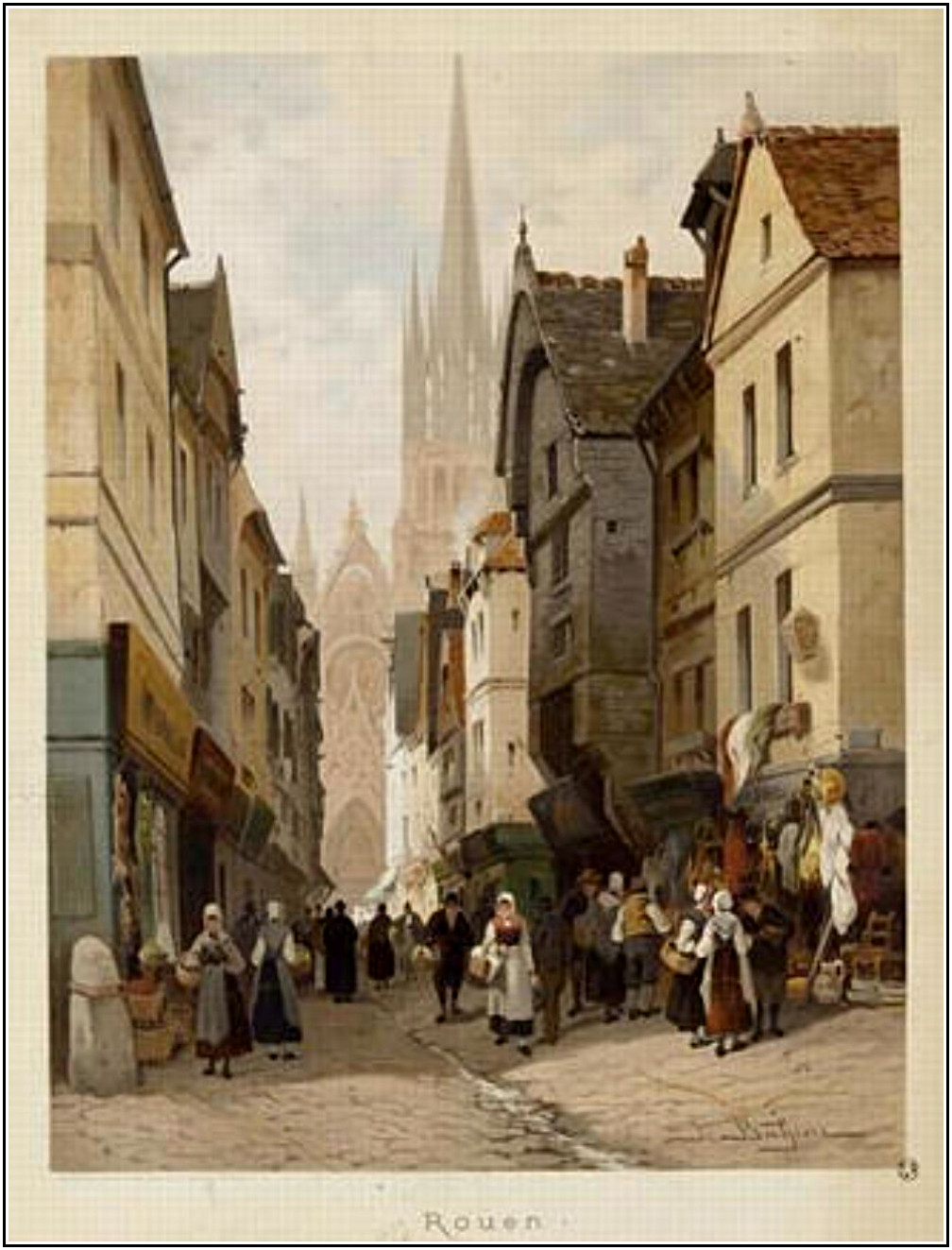
Хромолитография «Руан», около 1890.
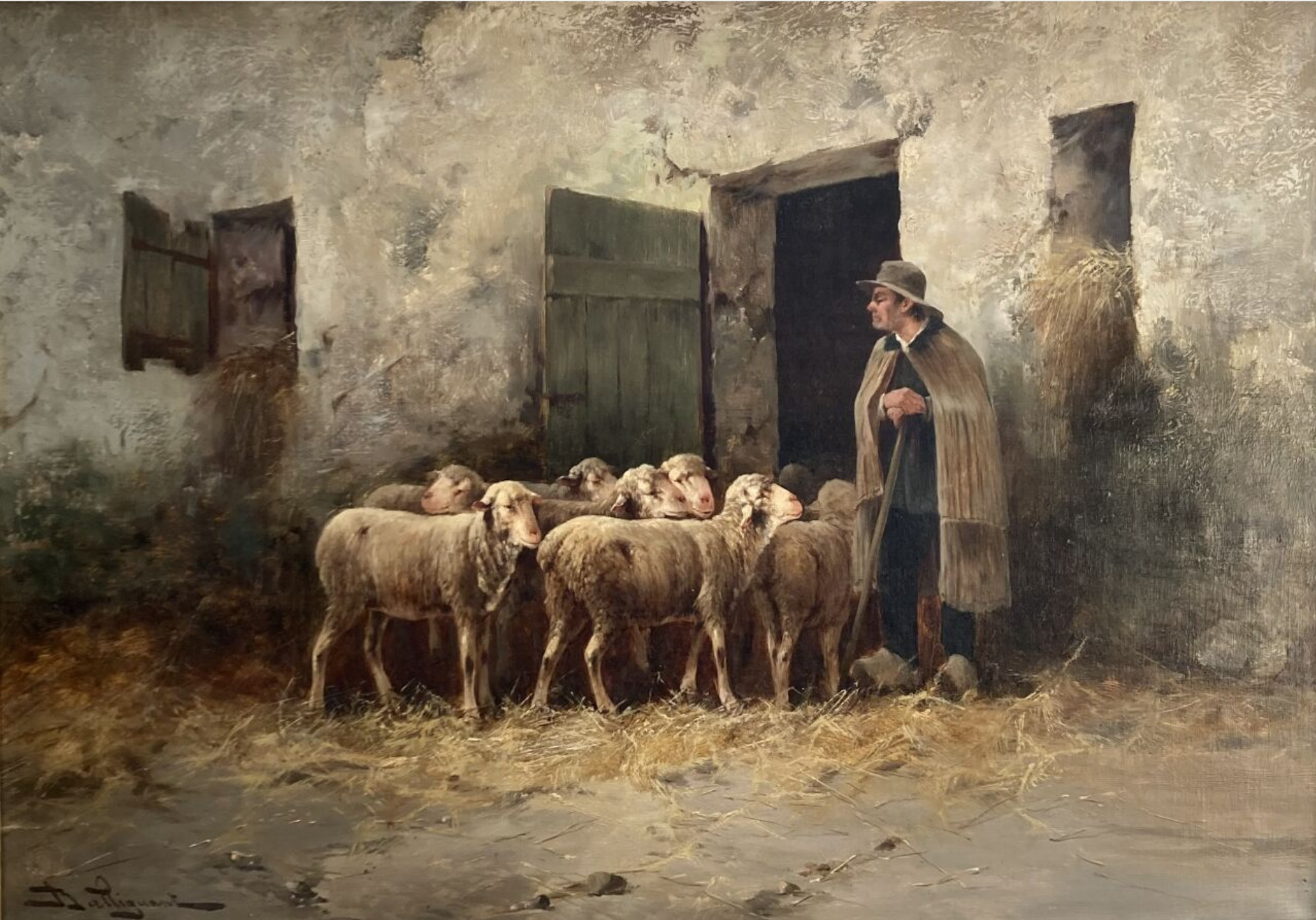
"Овцы в загоне".
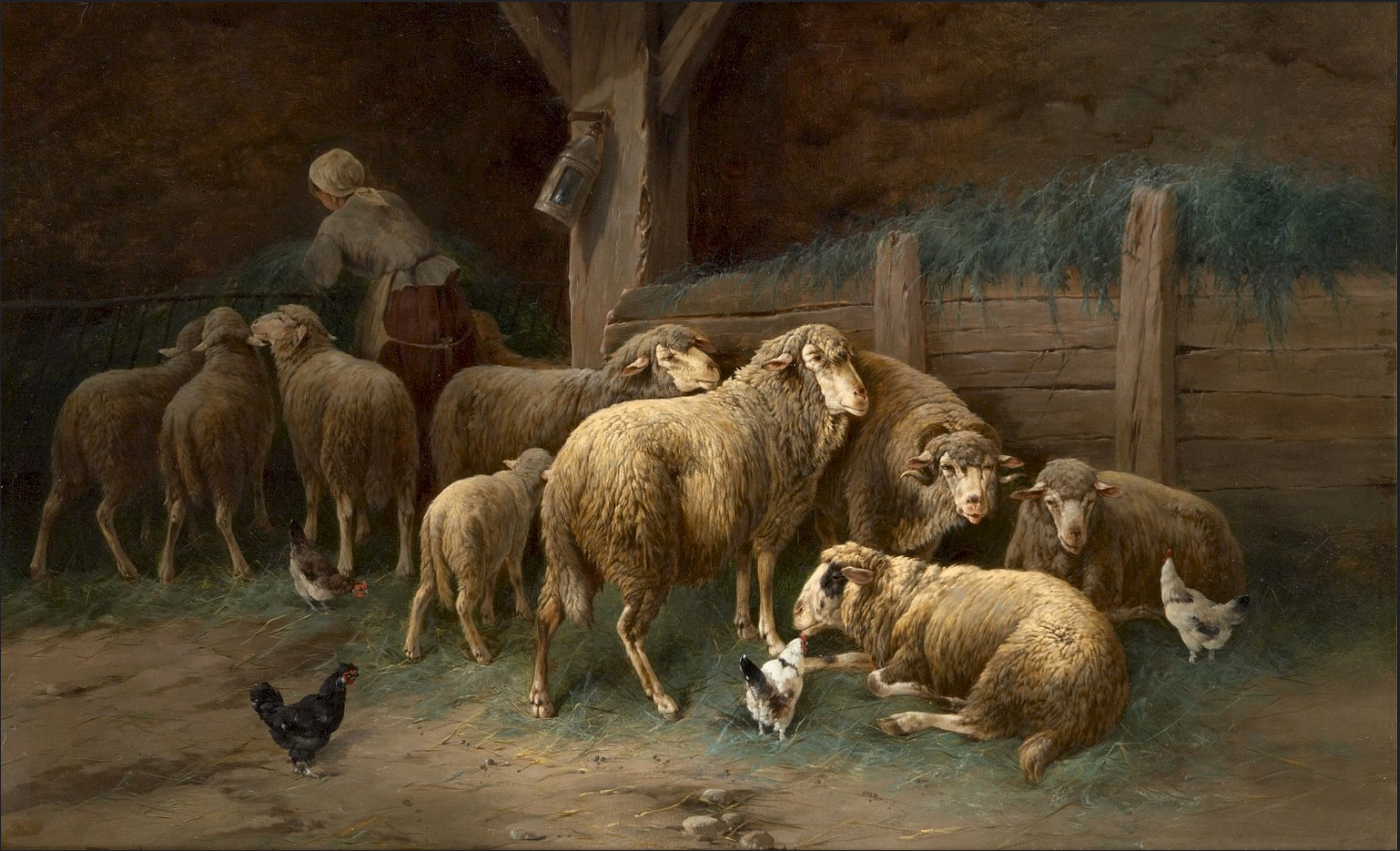
"В овечьем стойбище".